# Harpetida
Ordre
Les Harpetida forment un ordre fossile de trilobites, une classe également fossile d'arthropodes marins.

## Classification
L'ordre des Harpetida est décrit en 1959 par le paléontologue britannique Harry Blackmore Whittington (1916-2010) selon PaleoDB.

### Historique
L'ordre des Harpetida était autrefois considéré comme un sous-ordre de l'ordre des Ptychopariida, sous l'appellation Harpina. Il en a été séparé en 2002 par Ebach & K. J. McNamara,. Certains auteurs considèrent cependant que ces trilobites seraient à placer dans le sous-ordre des Librostoma Fortey, 1990.

### Distribution stratigraphique
Cambrien (Furongien) - Dévonien (Frasnien)
Selon Paleobiology Database en 2024, le nombre de collections de fossiles référencées serait de 471 collections pour 528 occurrences,.

## Famille

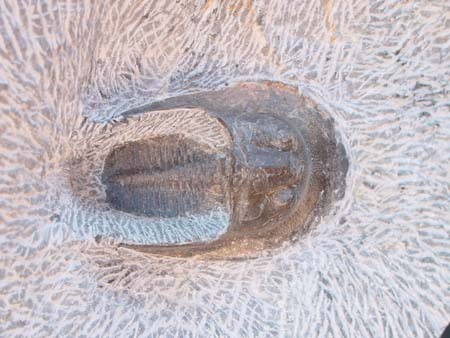
Trilobite de la famille des Harpetidae
Ordovicien, Haut-Atlas, Maroc.

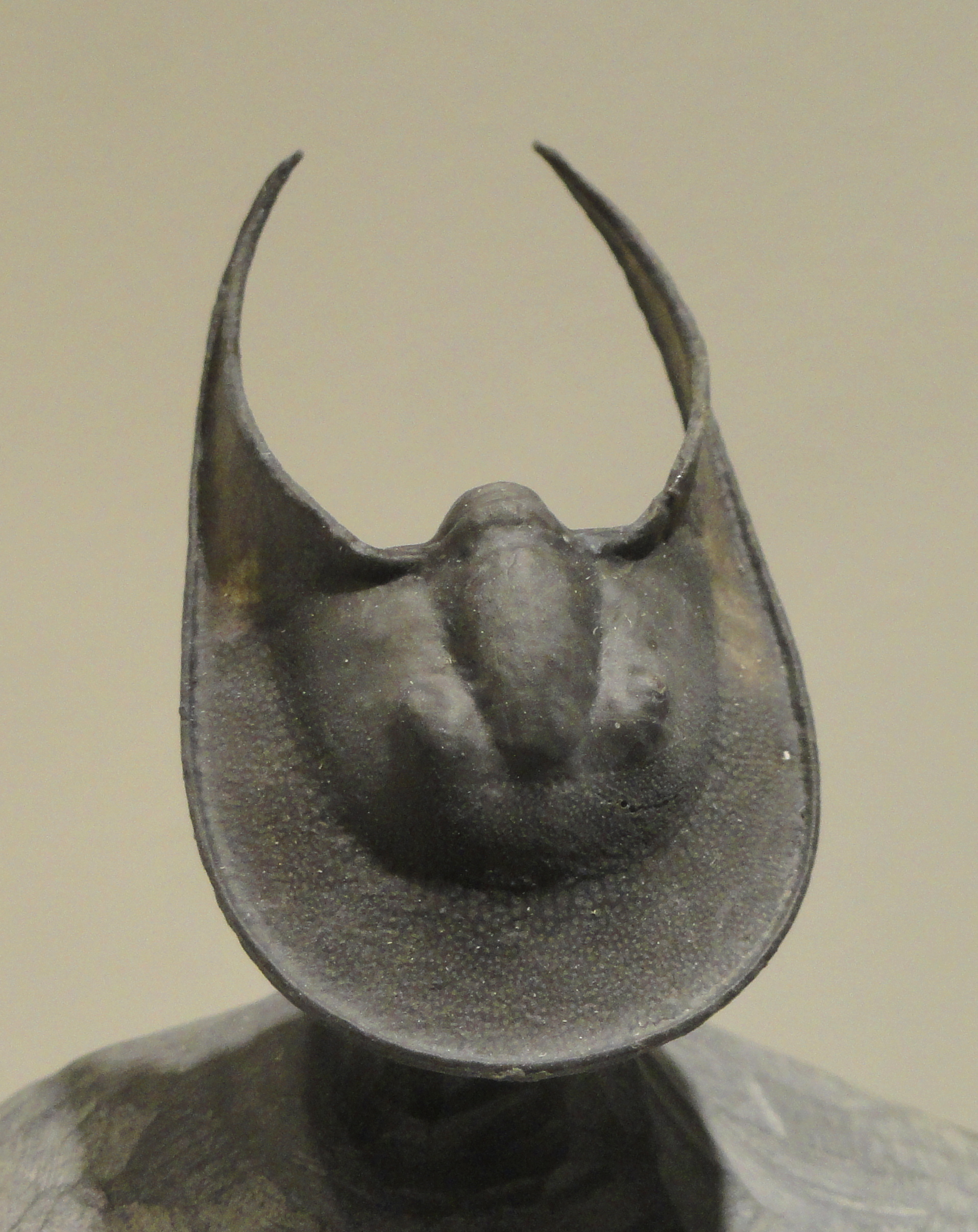
Harpes sp. (céphalon seul)
Dévonien du Maroc.
Musée des sciences naturelles de Houston.

Cet ordre ne contient qu'une seule famille, celle des Harpetidae, qui elle-même contient environ 30 genres[réf. nécessaire].

### Quelques exemples de genres
- Bohemoharpes
- Harpes
- Harpides
- Scotoharpes